# Amikt

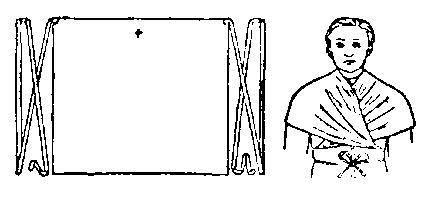
Trageweise des Schultertuchs

Der Amikt (von lat. amictus „Überwurf, Mantel“), auch das Humerale (von lat. [h]umerus „Schulter“) oder Schultertuch genannt, ist ein rechteckiges Tuch aus weißem Leinen, das Priester und Diakone traditionell bei der Messfeier unter der Albe tragen.

## Beschreibung

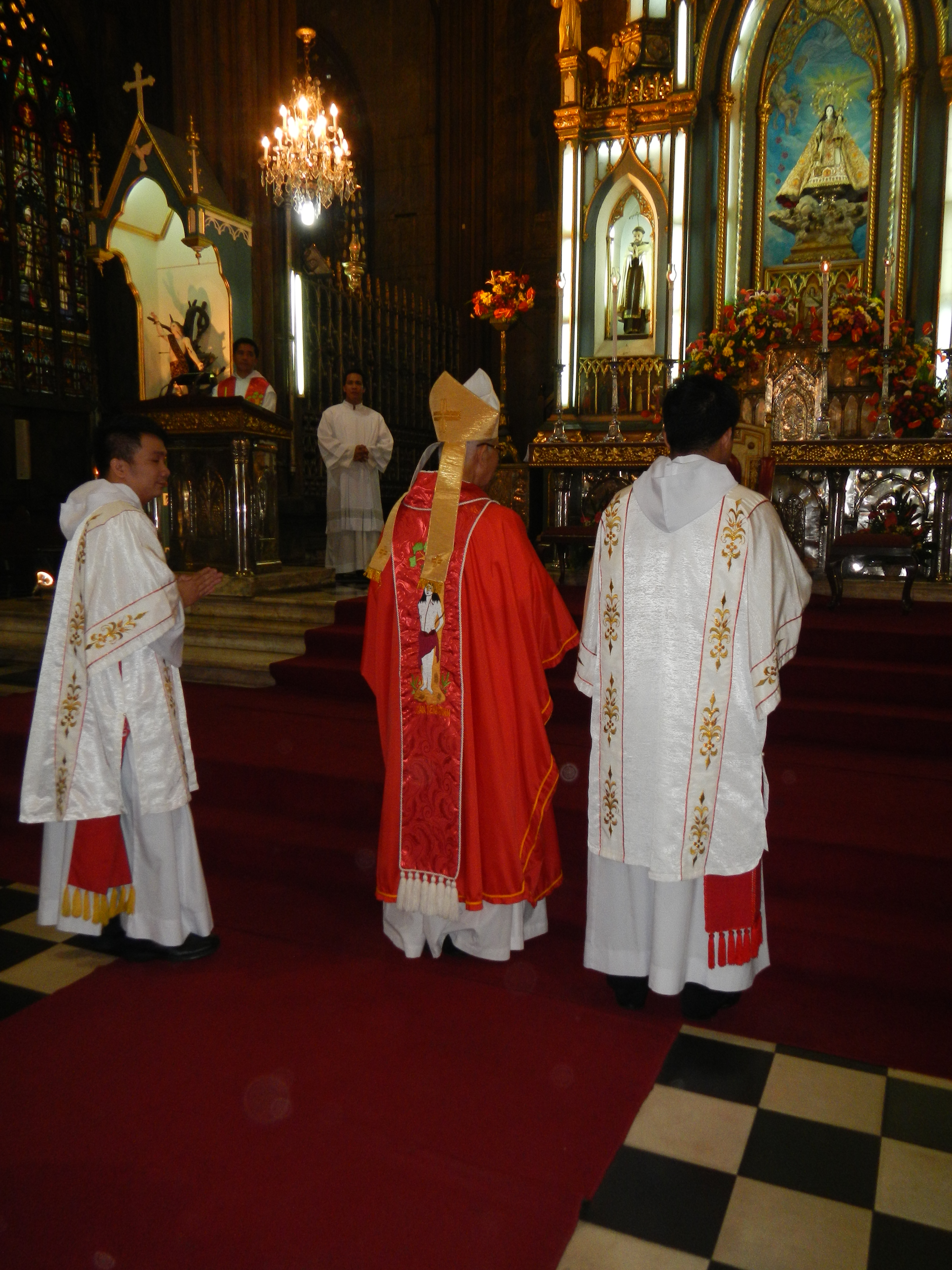
Diakone einer Ordensgemeinschaft mit Amikt über der Kapuze des Habits

Der Amikt soll getragen werden, falls die Albe die gewöhnliche Kleidung am Hals nicht bedeckt. Es ist meist mit einem eingestickten Kreuz gekennzeichnet, umhüllt Hals und Schultern und wird mit zwei langen Bändern vor der Brust gebunden, um ein Verrutschen zu verhindern. Die Allgemeine Einführung ins Messbuch sieht unter Nr. 81 c vor, dass alle, die eine Albe tragen, auch Schultertuch und Zingulum verwenden können; der Gebrauch eines Schultertuches ist also theoretisch nicht auf den Klerus beschränkt.
Die weiße Farbe des Schultertuches verweist zusammen mit der Albe auf das Taufkleid. In geistlicher Deutung steht der Amikt für die besondere Bitte um Gottes Schutz. Bis zum Zweiten Vatikanischen Konzil wurde vor dem Anlegen das in den Amikt eingestickte Kreuz geküsst und dazu folgendes Ankleidegebet gesprochen: Impone, Domine, capiti meo galeam salutis, ad expugnandos diabolicos incursus („Setze, o Herr, auf mein Haupt den Helm des Heiles, um alle teuflischen Anfechtungen zu bezwingen“).

## Geschichte
Ein dem Amikt ähnliches Kleidungsstück war schon in der Antike gebräuchlich. So tragen beispielsweise die auf der Trajanssäule dargestellten römischen Legionäre ein dem Amikt/Humerale ähnliches Schultertuch. Als liturgische Kleidung war es seit dem 8. Jahrhundert üblich und verbreitete sich ab dieser Zeit allgemein. Es wurde regional unterschiedlich unter oder über der Albe getragen. Seit dem Spätmittelalter kam der Brauch auf, es beim Ankleiden auf dem Kopf zu belassen und erst nach Anlegen der Kasel oder am Altar auf die Schultern herabzulassen. Seit dem 18. Jahrhundert war dieser Brauch nur noch bei den älteren Orden üblich, die den Amikt über die Kapuze legten und mit der Kapuze nach unten schlugen.